# 흐란트 딩크

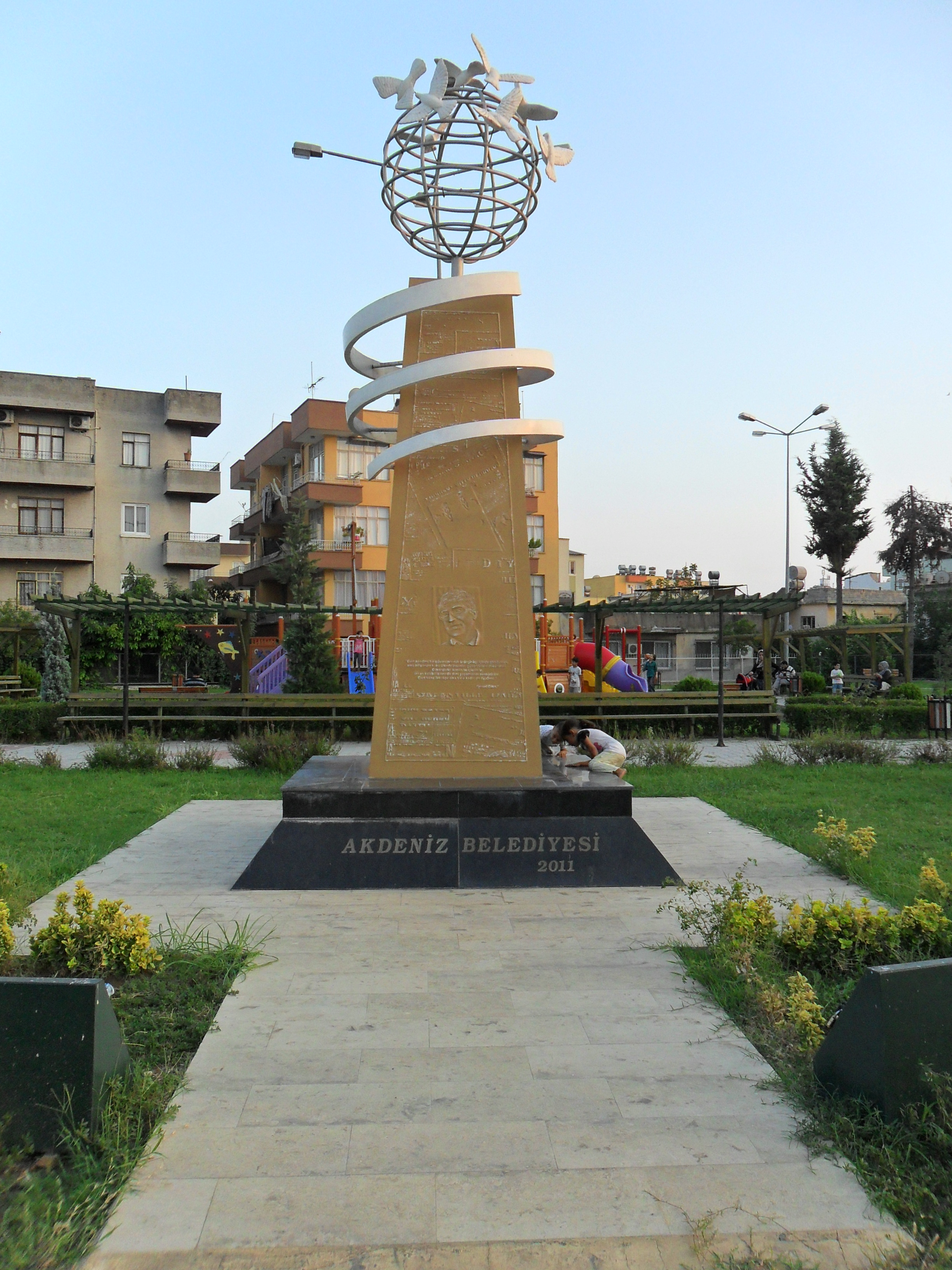
메르신의 흐란트 딩크 추모비

흐란트 딩크(아르메니아어: Հրանտ Դինք, 튀르키예어: Hrant Dink, 1954년 9월 15일~2007년 1월 19일)는 아르메니아계 튀르키예 시민 으로서, 편집장, 저널리스트, 칼럼니스트이다.
흐란트 딩크는 튀르키예의 아르메니아 학살 역사를 거론하였다. 이를 이유로 2007년 1월 이스탄불에서 17세 튀르키예 민족주의자 오귄 사마스트(Ogün Samast)에게 암살을 당했다.

## 같이 보기
- 아르메니아인 집단학살
- 아라라트 (2002년 영화)